# Falas játékok
A falas játékok a karambol biliárd játékok ismert, versenyszerűen is játszható változatai.

## Általános jellemzők
1:2 arányú, 3*1,5 méter méretű asztalon játsszák. A játékhoz 3 golyót használnak, amelyek közül a piros mindig célgolyó, a két egyéni vagy csapatellenfél saját lökőgolyóval rendelkezik, ezek közül az egyik hagyományosan (Union Mondiale de Billard, 1989) sima fehér, a másik, készlettől függően, vagy pöttyel ellátott fehér vagy pedig sárga (újabban sokszor a sárga golyó is pöttyös, a homogén az asztal posztójának homogén alapszíne ma gyakorta kékes). A falas játékokban is szükséges, de nem elégséges feltétel a karambol, tehát, hogy a saját lökőgolyónak tetszőleges sorrendben mindkét másik golyót el kell találnia, vagyis ekkor és csakis ekkor történt meg a karambol, feltéve, hogy alapvető hibát nem vétett véletlenül (például kiugró golyó, stb.)
A falas játékok speciális lényege, hogy a lökés és a karambol megtörténte előtt bármikor, bármilyen sorrendben a lökőgolyónak legalább az előírt számban falat kell érintenie.
A soron következő játékos egy mindaddig gyűjtheti az 1-1 pontot sorozatban, míg a kellő számú szabályos falérintéssel megcsinálta a karambolt. Az adott sorozatban elért pontjai hozzáadódnak a játék során már korábban elértekhez. A versenyeken az kezdheti a pontgyűjtő játékot, aki a tempólökésben jobbnak bizonyul, de a játék nem érhet véget ez ő első sorozatával.
Főbb fajtái az
- Egyfalas karambol valamint a világkupákon leginkább játszott
- Háromfalas karambol

## Háromfalas karambol
A háromfalas karambol talán, de mindenképpen az egyik legnehezebb biliárdjáték, mert a precíziós kihívások mellett sok gondolkozást, nagyon jó szemmértéket is igényel, hogy a lökőgolyó útja során legalább három falérintéssel mindkét másik golyót eltalálja. További kihívás más biliárdjátékokhoz hasonlóan, hogy a sikeres karambol után a folytatás szempontjából igen jó állás alakuljon ki. Ez rendkívül nehéz a 3-falas karambol játékban, ahol sorra kerülve még a jó játékosoknak is kihívás már az első karambol, az egyes 'sorozat'-átlag elérése is, 2-es feletti sorozatátlagot pedig már csak a legnagyobb mesterek tudnak.
Ezzel együtt előfordulnak kiugró, 20 feletti sorozatszámok is, amilyeneket például Dick Jaspers ért el.